# Papilio desmondi
Papilio desmondi is een vlinder uit de familie van de pages (Papilionidae). De wetenschappelijke naam van de soort is voor het eerst geldig gepubliceerd in 1939 door Van Someren. Voor deze soort is ook wel de naam Papilio brontes Godman, 1885 gebruikt. Die naam is echter een later homoniem van Papilio brontes Denis & Schiffermüller, 1775, en dus niet beschikbaar voor deze soort.